# Sonata para piano n.º 32 (Beethoven)
A sonata para piano n.º 32 em dó menor op. 111 de Ludwig van Beethoven, composta entre 1820 e 1822, paralelamente à sonata para piano n.º 31, op. 110, e à Missa Solemnis, é a última do compositor e mostra uma síntese entre a forma sonata, a fuga e a variação. Juntamente com as 33 Variações sobre uma valsa de Diabelli e os dois conjuntos de bagatelas Opus 119 e 126, é também uma das suas últimas obras para este instrumento. O seu segundo movimento, Arietta, é muitas vezes denominado "O adeus à sonata". A execução da obra dura aproximadamente 26 minutos.
Por via da dificuldade técnica e das suas características visionárias, particularmente rítmicas, esta sonata foi quase totalmente ignorada pelos contemporâneos do compositor e demorou muito para se impor no reportório beethoveniano. Não foi senão a partir da segunda metade do século XIX que encontrou o seu lugar nas salas de concerto, integrando o reportório dos grandes pianistas  e passando a ser uma das obras mais conhecidas e comentadas de Beethoven.

## História da obra

### Contexto musical

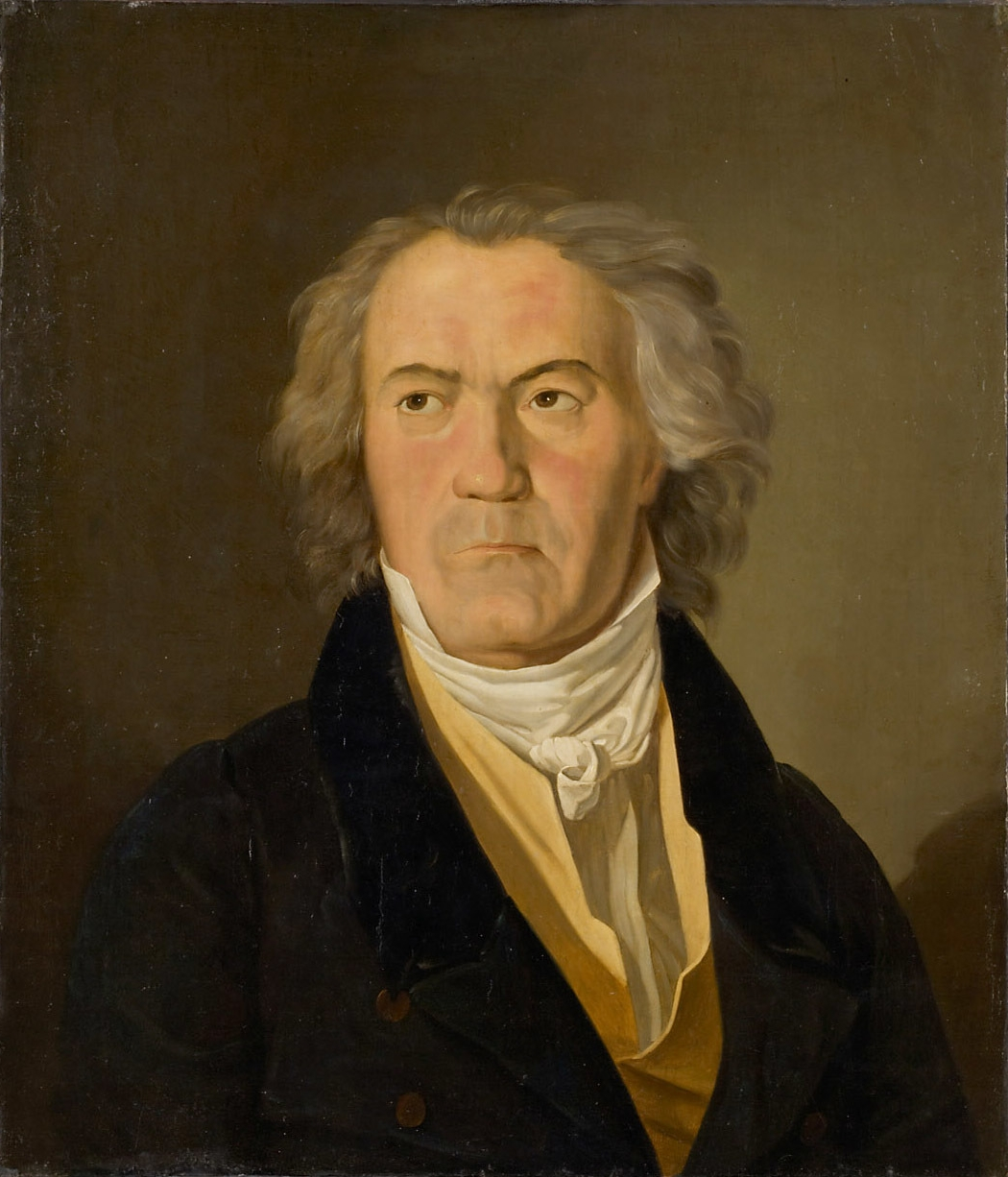
Beethoven em 1823, ano da publicação do opus 111. Retrato pintado por F.G. Waldmüller, 1823.

O ano de 1820 abriu uma década propícia à música na Europa. Nesse ano em que Beethoven escreveu as suas três últimas sonatas para piano (op. 109, op. 110 e op. 111) enquanto trabalhava na composição da Missa Solemnis, Carl Maria von Weber completa a ópera Der Freischütz. Frédéric Chopin, com 10 anos de idade, compõe as suas primeiras peças para piano, enquanto o jovem Franz Liszt recebe em Viena ensinamentos de Salieri e de Czerny. Em breve Diabelli propõe uma valsa que ficará célebre quando Beethoven lhe acrescentará variações. Em abril de 1823, quando Beethoven envia a sonata opus 111 ao seu editor, Franz Schubert compusera já a Sinfonia inacabada e a Wanderer-Fantasie, e começara o ciclo A Bela Moleira. No período de um ano, Arriaga publica os seus três quartetos de cordas, Beethoven completa as Variações Diabelli e a Nona Sinfonia.
O opus 111 é a trigésima-segunda sonata de Beethoven editada com número de opus, mas a trigésima-quinta se se contar com as três sonatas ditas « ao Eleitor » (WoO 47 n.º 1, 2 e 3) compostas em 1783 em Bona. Sendo a última sonata do compositor, é também, em conjunto com as Onze Bagatelas opus 119 (1822), as 33 Variações sobre uma valsa de Diabelli opus 120 (1823) e as Seis Bagatelas opus 126 (1824), uma das suas últimas obras para piano.

### Génese da sonata opus 111

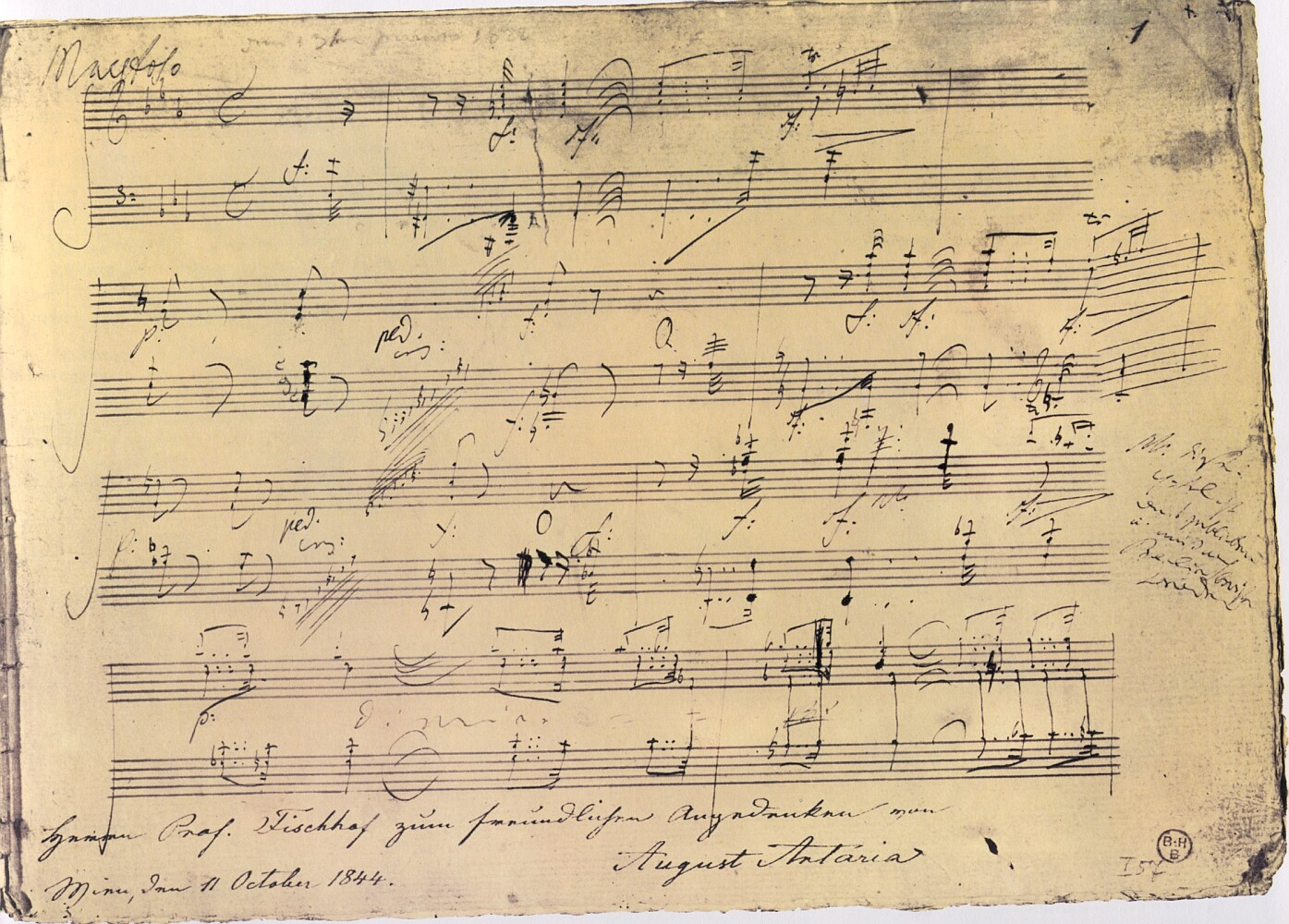
Primeira página autografada da Sonata para piano n.º 32 de Beethoven. Na margem superior está inscrito a lápis, ainda legível, a data de 13 de janeiro de 1822. As notas de fim de página estão assinadas pelo editor de música August Artaria. Documento conservado na Beethoven-Haus em Bona.

Beethoven esboçou a sonata n.º 32 em 1820, simultaneamente com a sonata n.º 31 . Tal como as obras contemporâneas Missa Solemnis e Nona Sinfonia, a composição da sonata opus 111 necessitou de um trabalho longo e complexo, cuja inspiração será bem anterior à década de 1820. Embora a obra não tenha sido estruturada senão a partir de 1820, o primeiro tema do ‘’allegro ed appassionato’’ foi encontrado num caderno de esboços de 1801 - 1802, contemporâneo da Segunda Sinfonia . O estudo destes cadernos mostra que se trataria de uma sonata em três andamentos, sensivelmente diferente da que hoje se conhece: a suite do tema inicial do primeiro andamento tornou-se a do Quarteto op. 130, e o que deveria servir de tema para o ‘’adagio’’ – uma melodia lenta em lá bemol maior – foi abandonado. Só o tema previsto para o terceiro andamento, acima referido, foi mantido para se tornar o do primeiro andamento da sonata n.º 32. Também a Arietta resulta de um considerável trabalho de pesquisa temática, e os esboços reencontrados parecem sugerir que é a partir do momento onde o segundo andamento toma verdadeiramente forma que Beethoven abandona a ideia de escrever um terceiro, surgindo-lhe a sonata construída de forma ideal .
Beethoven terminou a obra em 13 de janeiro de 1822, segundo o autógrafo  mas ainda lhe deu alguns retoques até ao início da primavera do mesmo ano. O compositor dedica-a, em conjunto com a opus 110, à sua amiga Antonia Brentano, cunhada de Bettina von Arnim. Mas terá eventualmente mudado de ideia, e, no momento em que a sonata surge, a dedicatória leva o nome do seu aluno e mecenas, o sacerdote e arquiduque Rudolfo da Áustria (filho de Leopoldo II), para quem já tinha composto a Missa Solemnis. Esta última não ficou terminada a tempo da cerimónia de acolhimento de Rudolfo como arcebispo de Olmütz, e talvez Beethoven lhe tenha oferecido esta sonata como forma de se fazer perdoar, embora nenhuma fonte contemporânea o mencione claramente. Por fim, Antonia Brentano ficou com a dedicatória das Variações Diabelli (1823).

### Acolhimento da obra
A dificuldade, tanto a nível pianístico como musical, da sonata opus 111 valeu-lhe um acolhimento algo perplexo por parte do mundo musical da época. Antes mesmo da sua edição pela casa parisiense de Maurice Schlesinger, em abril de 1823, o trabalho editorial revelou-se particularmente intenso para os copistas, gravadores e corretores, confrontados com uma partitura de complexidade até então inédita. A atitude de Anton Schindler, que incessantemente perguntava a Beethoven por que motivo ele não tinha escrito um terceiro movimento, terá irado o compositor, que respondeu que não tinha tido tempo– revela a incompreensão que Beethoven teve que enfrentar. 
A crítica do Leipziger Musik-Zeitung de 1824, classificou a obra como "indigna do génio de Beethoven" . E apesar de algumas críticas mais elogiosas, como a do Zeitung für Theater und Musik de 1823, para quem a obra “débordait d'idées et de modulations étonnantes”, a sonata opus 111 demorou muito tempo para se impor no repertório habitual. Foi apenas na segunda metade do século XIX que conseguiu um lugar importante, nomeadamente graças às interpretações de Théodore Ritter e Hans von Bülow na década de 1850 .

### OAdeus ao piano
Com a exceção das obras mencionadas anteriormente, a sonata Opus 111 é a última obra para piano de Beethoven. O compositor morreria em março de 1827, mais de quatro anos depois de finalizar a sonata. Durante esse período Beethoven continuou a trabalhar em obras importantes, como por exemplo na Nona Sinfonia, nos últimos quartetos de cordas, e ainda em projetos que nunca passaram de esboços, como a sua Décima Sinfonia ou uma ópera baseada na novela Fausto, um quinteto, ou uma abertura dedicada a Bach, um oratório sobre o tema de Saul, uma missa a cappella ou ainda um requiem. De todas estas composições, nenhuma foi destinada ao piano, que tinha sido o seu instrumento musical favorito, sendo em geral arranjos instrumentais e corais que pareceram a Beethoven ser mais poderosos na expressão das suas ideias musicais.

### A sonata n.º 32 na literatura
Entre as sonatas de Beethoven, a 32.ª para piano é uma das raras a ter tido uma consagração literária . Sob a influência da análise musical e filosófica de Theodor Adorno, Thomas Mann dedicou-lhe uma ilustre passagem do seu romance Doutor Fausto, no qual descreve a obra como uma súmula da investigação pianística do mestre de Bona e – fórmula que se tornaria famosa – como o seu «adeus à sonata», a coda do segundo andamento ressoando como gesto de partida (e fazendo um reenvio para a coda do primeiro andamento da sonata «Les Adieux», andamento que Adorno considerava como um dos mais conseguidos do compositor) .

### A sonata n.º 32 na música
Serguei Prokofiev construiu a sua segunda sinfonia sobre o modelo da opus 111: dois andamentos, dos quais o primeiro dura cerca de metade do segundo; um primeiro andamento muito agitado, seguido de um segundo consistindo numa série de variações de caráter lírico e misterioso. Quanto à própria opus 111, a sexta sinfonia, foi dedicada à memória de Beethoven por causa do número simbólico.

## Análise do primeiro andamento:Maestoso – Allegro con brio ed appassionato
O primeiro andamento segue o plano da forma sonata. É composto por uma introdução Maestoso (majestoso, lento e solene), e um Allegro con brio ed appassionato (andamento vivo e alegre, com brio e garboso, de caráter apaixonado). O “Allegro” tem muitas indicações agógicas e nuances extremas. A tonalidade principal é dó menor, mas as modulações são contínuas, com certas mudanças diretamente escritas sobre a partititura (lá bemol maior, compasso 43, e sol menor, compasso 71).

### Introdução
«Les effets les plus étonnants que l'on attribue au seul génie du compositor ne sont souvent obtenus que grâce à la mise en œuvre judicieuse de l'accord de septième diminuée».— Carta de Beethoven ao sobrinho de J. G. Albrechtsberger 
Como se prosseguisse um diálogo já começado, o primeiro andamento Maestoso abre com um forte () sobre um intervalo descendente de sétima diminuta (mi♭/fá #) tocado à oitava e seguido de dois acordes de sétima diminuta (fá #/mi♭/lá/dá) tocados sempre forte e sforzando (), em reforço do som. De um efeito teatral e dramático impressionante, este primeiro compasso parece querer impor com força a tonalidade de sol menor. Mas no início do segundo compasso, a cadência perfeita tocada piano () e encadeada num acorde de sexta (si♮, ré, sol) ressoando (Ped.) com um longo arpejo em crescendo (cresc.), prossegue com doçura e parece timidamente anunciar a tonalidade de dó menor. 
Esta fórmula, repetida duas vezes com harmonizações variadas, assenta sobre uma série de acordes moduladores, com rítmica de pontos duplos, tocada ‘’pianissimo’’ (). Durante quatro compassos, em tom grave, um pedal sobre um sol repetido em colcheias traz sobre um longo trinado sobre um acorde perfeito sol, si, ré, em crescendo, fazendo uma transição e conduzindo sem descontinuidade ao Allegro con brio ed appassionato e confirmando definitivamente a tonalidade de dó menor.

### Exposição
Exposta como fortissimo () e em oitavas em registo grave, e repetida uma vez, a primeira parte do tema A é composta por uma anacruse em tercinas de semicolcheias, de duas semínimas (tónica dó, mediante mi♭) e sensível (si) valendo uma semínima prolongada. Incessantemente repetida e transposta, esta unidade rítmica e harmónica (I-III-VII, tónica-mediante-sensível) irá dominar uma grande parte do primeiro movimento. Sempre à oitava e sem acompanhamento, o encadeamento é feito sobre uma sétima diminuta (si♮- lá♭, confrontando com o início do Maestoso) e a segunda parte é também repetida, atrasando ligeiramente (poco ritenente), depois ornado e a tempo. 
O compasso 29, após uma longa escala em dó menor harmónico descendente e em diminuição, desta vez em registo agudo, faz retomar o tema em piano, na mesma tonalidade mas em harmonia, deixando o único par de oitavas presente desde o início e mantendo as mudanças de andamento (poco ritenente e a tempo). 

### Desenvolvimento
Após um curta chamada, sob forma cromática, do tema A1, a fuga continua no desenvolvimento e aumenta de complexidade. Depois de uma dezena de compassos onde se desenvolveu o tema  A1 à maneira polifónica,interrompe-se para dar lugar a um desenvolvimento harmónico que, seis compassos a seguir, retoma a reexposição.

### Reexposição
Surgindo de forma repentina na tónica, fortissimo e em oitavas paralelas, o tema A1 é uma vez mais brevemente desenvolvido para conduzir a fá menor - a subdominante -, à qual é reexposto o início da fuga (e portanto o tema A1 e o contratema A2). O tema B é então retomado na tónica maior, mas sofre seguidamente um desenvolvimento que, através de modulações, volta à subdominante. E assim em dó menor que se retoma o final da exposição.

### Coda
Beethoven retoma a subdominante fá menor para a coda do primeiro andamento. Sobre uma série de acordes sincopados, a coda tem um percurso harmónico que a conduz de fá menor a dó maior. Assenta sobre um acorde de dó maior apaziguador que anuncia o segundo andamento .

## Análise do segundo andamento:Arietta – Adagio molto, semplice e cantabile
O segundo andamento da sonata opus 111 é uma arietta  em dó maior, seguido de seis variações. Beethoven faz uma indicação de tempo com a expressão Adagio molto, semplice e cantabile (muito lento, simples e cantável). O compasso principal é um 9/16 algo invulgar (compasso ternário com três tempos, tendo uma colcheia prolongada ou três semicolcheias por cada tempo). 

### Tema
O tema é formado por duas grandes frases muito estruturadas com oito compassos cada, e retomadas, começando em anacruse  no terceiro tempo. A escrita é feita para quatro vozes como um coral, com a mão direita do pianista a fazer a melodia das linhas do soprano e do alto, e a mão esquerda compondo o espaço sonoro, com as vozes de baixo e contrabaixo. Por vezes, uma quinta voz de mezzo-soprano surge em notas isoladas a completar a harmonia, ou de forma mais clara no final da segunda frase.  A harmonia é extremamente despojada. A primeira frase é inteiramente baseada sobre acordes da tonalidade principal (dó maior), exceto numa nota de passagem muito curta, onde um fá sustenido confere a tonalidade da dominante (sol maior). Os quatro primeiros compassos da segunda frase modulam para a tonalidade relativa (lá menor e a sua sensível sol sustenido), e os quatro últimos compassos deixando regressar em força a tonalidade principal (V-I-IV-V-V-I ou dominante, tónica, subdominante, dominante, dominante, tónica).

### Primeira variação
A primeira variação conserva o indicador de compasso de 9/16, num fraseado dolce (doce) e sempre legato (sempre ligado). A alternância  « colcheia/semicolcheia» torna-se constante na mão direita e parece dinamizar o ritmo, e as colcheias sincopadas da mão esquerda alternam em baixo contratempo, ficando a variação com um ambiente dançante.

### Segunda variação
A segunda variação conserva o tempo (L'istesso tempo) e o espírito precedentes (dolce e sempre legato), mas o compasso passa a 6/16 (divisível em 2+2+2/16, como um 3/8 tomado em semicolcheias). Os valores da célula inicial são mais breves: as «colcheia/semicolcheia» transformam-se em « semicolcheia/tercina de fusas ». Esta metamorfose rítmica muito balanceada e as harmonias utilizadas  (empréstimos frequentes e passageiros em outras tonalidades), prefiguram as músicas muito «swingadas» que surgiriam muitas décadas depois, em particular com o jazz.

### Terceira variação
A terceira variação contrasta de imediato as duas primeiras e o tema: a nuance piano, os soufflets e sforzandos tímidos, a doçura e o equilíbrio da escrita a três, quatro ou cinco vozes são abandonadas. Surge o priemrio forte deste andamento que não terminará senão sobre o pianissimo da variação que se segue; utilizando todo o espaço sonoro do piano, é uma sucessão virtuosa de arpejos descendentes e ascendentes por movimentos contrários das duas mãos, com o acompanhamento a fazer ouvir acordes sonantes e sincopados. O compasso está marcado como 12/32 (incluindo 4+4+4/32, como um 3/8 recorrendo a fusas). Os valores da célula rítmica de base são de novo duas vezes mais rápidos que os precedentes: a «semicolcheia/tercina de fusas» torna-se «fusa/tercina de semifusas».

### Quarta variação
Após o surto da terceira variação, na quarta observa-se o regresso do compasso ao 9/16 inicial. A própria estrutura do tema mantida nas três primeiras variações, é abandonada. A amplificação rítmica dissolve-se num emaranhado de tercinas de fusas, quer numa base em trémulo, quer em arabescos no agudo. O tema é diluído,  dando lugar a uma espécie de improvisação impressionista, tocada como sobre um nuage (pianissimo), pleno de ligeireza (leggieremente), e percorrendo todo o teclado, especialmente as notas mais agudas. De seguida, um trinado de ré, uma cadência muito modulante (si bemol, mi bemol, lá bemol maior…) baseada na primeira parte do tema e reutilizando todo o espaço do teclado, tendo como cúmulo uma trigésima-oitava perfeita, ou seja, um intervalo de cinco oitavas e um quarto.
1. ↑  O compasso «teórico» de 6/16 tem dois tempos ternários, ou seja, 3+3/16.
2. ↑  De notar que a indicação « 3 » da tercina não está nas notas nas edições referenciadas.
3. ↑  O compasso «teórico» de 12/32 é um compasso a quatro tempos ternários: 3+3+3+3/16.
4. ↑  Duas frases de oito compassos executadas duas vezes cada